# Roxette
Roxette ist ein 1986 von Per Gessle und Marie Fredriksson gegründetes Pop-Duo aus Schweden. Mit weltweit über 80 Millionen verkauften Platten zählt Roxette zu den erfolgreichsten Popmusikbands der 1980er und 1990er Jahre. Der Name „Roxette“ ist eine Anspielung auf den Titel eines Liedes der englischen Rockband Dr. Feelgood.
Internationale Bekanntheit erlangte das Duo erstmals 1989 mit dem Album Look Sharp! und konnte sich daraufhin über mehr als ein Jahrzehnt an der Spitze der weltweiten Charts halten. Nachdem Roxette aufgrund einer Krebserkrankung der Sängerin Marie Fredriksson im Jahr 2002 nur noch sporadisch aufgetreten waren, feierten sie 2011 mit dem mehrfachen Nummer-eins-Album Charm School und der dazugehörigen Welttournee ein erfolgreiches Comeback.
Marie Fredriksson starb am 9. Dezember 2019 an den Folgen ihrer Krebserkrankung. Im Jahr 2022 gründete Gessle das Nachfolgeprojekt PG Roxette.
Seit 2025 tritt Gessle mit der schwedischen Sängerin Lena Philipsson als Roxette auf.

## Geschichte

### 1989–2001: Internationaler Durchbruch und Glanzzeit

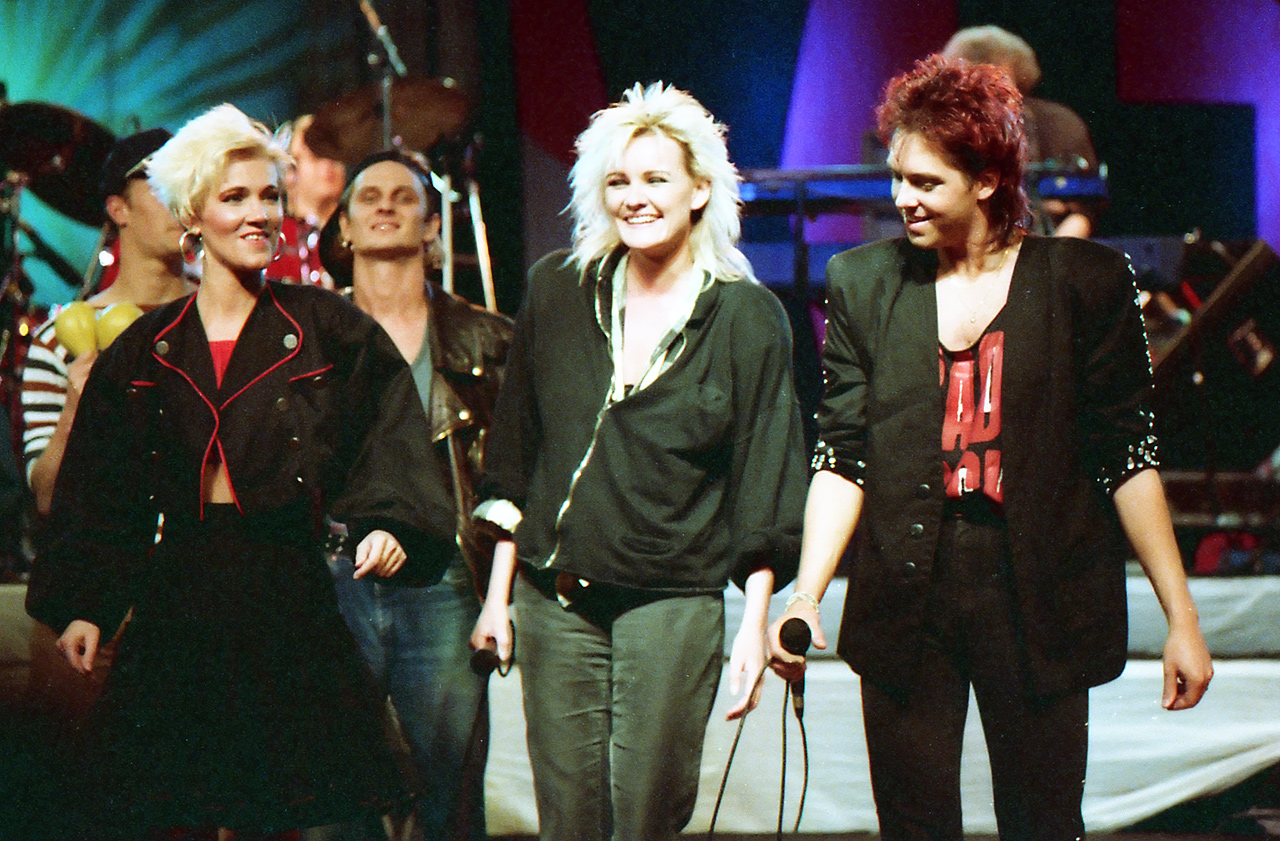
Roxette mit der Musikerin Eva Dahlgren (Mitte) im August 1987

Roxette wurde 1986 gegründet. International bekannt wurde das Duo im Frühjahr 1989, nachdem der US-amerikanische Student Dean Cushman ein Exemplar des Albums Look Sharp, das er während eines Schwedenurlaubs gekauft hatte, an eine US-Radiostation weitergegeben hatte. Diese spielte das Lied The Look in Heavy Rotation, und so wurde der Song innerhalb weniger Wochen ein Nummer-eins-Hit der Billboard Charts – ohne Öffentlichkeitsarbeit seitens Roxette.
Die Band hatte seit 1989 weltweit zahlreiche Top-10-Erfolge, unter anderem die vier US-Nummer-1-Hits The Look, Listen to Your Heart (beide 1989), It Must Have Been Love (1990, auch bekannt durch den Soundtrack zum Film Pretty Woman) und Joyride (1991). Die Singles Dangerous (1990) und Fading Like a Flower (1991) belegten jeweils Platz 2 der US-Charts. Roxette verzeichnete damit eine Hitserie in den US-Charts, die nur wenigen nichtamerikanischen Künstlern gelang.
In Europa, Australien, Südamerika und Asien hatten Roxette neben den oben erwähnten Songs weitere Top-Hits mit Dressed for Success (1989), The Big L. (1991), Spending My Time (1991), How Do You Do! (1992), Almost Unreal (1993), Sleeping In My Car, Crash! Boom! Bang! (beide 1994), You Don’t Understand Me (1995), Wish I Could Fly (1999) und dem für Roxette eher untypischen Song Stars (1999).
Das schwedische Pop-Duo schrieb ferner eine Reihe von Songs, die kommerziell mittlere Erfolge waren, dafür aber die Radiocharts dominierten und so ebenfalls sehr populär wurden. Dazu zählen Church of Your Heart, Queen of Rain (beide 1992), Fireworks (1994), Run to You, Vulnerable (beide 1995), June Afternoon (1996), The Centre of the Heart (Is a Suburb to the Brain), Milk and Toast and Honey (beide 2001) und A Thing About You (2002).

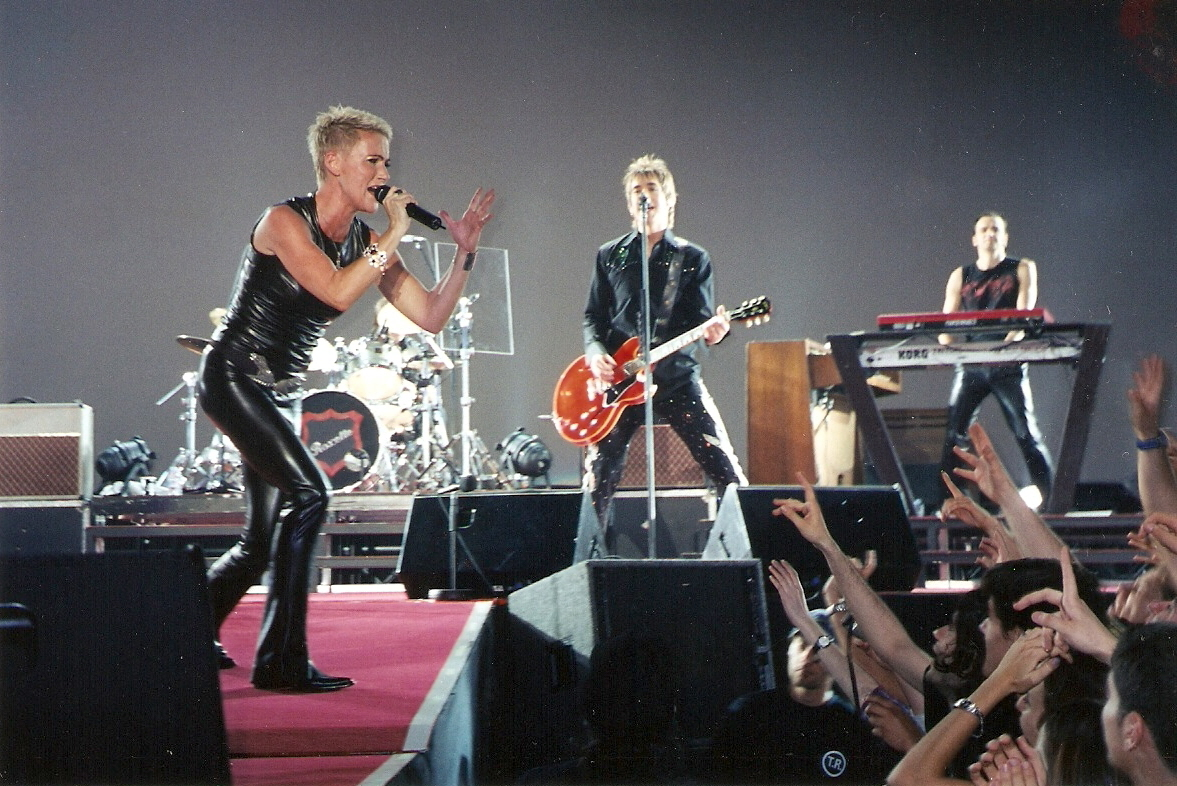
Roxette im Rahmen der Room-Service-Tour am 24. Oktober 2001 in Palau Sant Jordi

Roxettes Lieder basieren meist auf eingängigen Melodien, die in einem gitarrenbetonten Rock- oder Popstil präsentiert werden. Als Singles wurden oft kraftvolle Balladen im Wechsel mit fetzigen Up-Tempo-Songs veröffentlicht. Diese Umstände trugen auch dazu bei, dass Roxette sich stets großer Beliebtheit bei Radiostationen erfreuten und noch heute sowohl neue als auch alte Hits in hoher Frequenz über die Sender gehen. Im neuen Jahrtausend wurden beispielsweise die Klassiker Listen to Your Heart und It Must Have Been Love mit BMI Awards für jeweils über vier Millionen Rundfunkeinsätze allein in den USA ausgezeichnet.
Noch erfolgreicher als Roxettes Singles waren ihre Alben. Look Sharp! (1989) und Joyride (1991) zählen mit zehn bzw. zwölf Millionen verkauften Exemplaren zu den erfolgreichsten aus Europa stammenden Alben ihres Jahrzehnts. Obwohl Roxettes Singleverkäufe ab Mitte der 1990er Jahre allmählich zurückgingen, landeten ihre Alben nach wie vor weit oben in den Charts und wurden mit Edelmetall ausgezeichnet.
Roxettes erste Welttournee fand 1991/92 nach der Veröffentlichung des Albums Joyride statt. 1,7 Millionen Zuschauer besuchten die insgesamt 107 Konzerte der Join-the-Joyride-Tour. Als eine der wenigen Popbands durften sie im Rahmen ihrer zweiten Welttournee, die 1994 und 1995 unter dem Namen Crash! Boom! Live! stattfand, in China und Moskau spielen. Ihre Room-Service-Tour beschränkte sich 2001 auf Europa. Konzerte, die für das Jahresende 2001 in Südafrika geplant waren, wurden nach den Terroranschlägen vom 11. September 2001 abgesagt. Das Abschlusskonzert der Room-Service-Tour 2001 in Göteborg galt einige Jahre lang als das letzte Livekonzert der Band überhaupt.

### 2002–2008: Pause und Kompilationen
Lange Zeit pausierte Roxette, da Marie Fredriksson an einem Hirntumor erkrankt war. Den ersten öffentlichen Auftritt nach ihrer Erkrankung hatte sie im Frühjahr 2003, als sie zusammen mit Per Gessle vom schwedischen Königspaar eine Ehrenmedaille für besondere Verdienste entgegennahm. Ende 2005 begleitete sie Per Gessle zu den BMI Songwriter Awards in London. Kurz darauf folgte im Stockholmer Café Opera der erste öffentliche Live-Auftritt Fredrikssons nach dreijähriger Bühnenpause.
Im Juni 2006 machten Marie Fredriksson und Per Gessle nach vier Jahren Pause Studioaufnahmen zweier neuer Songs für das im Herbst 2006 geplante Greatest-Hits-Album zu Roxettes zwanzigjährigem Bandjubiläum. Der erste gemeinsame Bühnenauftritt nach Fredrikssons Erkrankung fand am 21. Oktober 2006 anlässlich der 50-Jahr-Feier der Zeitschrift Bravo statt.

### 2009–2016: Comeback und zweiter Karrierefrühling

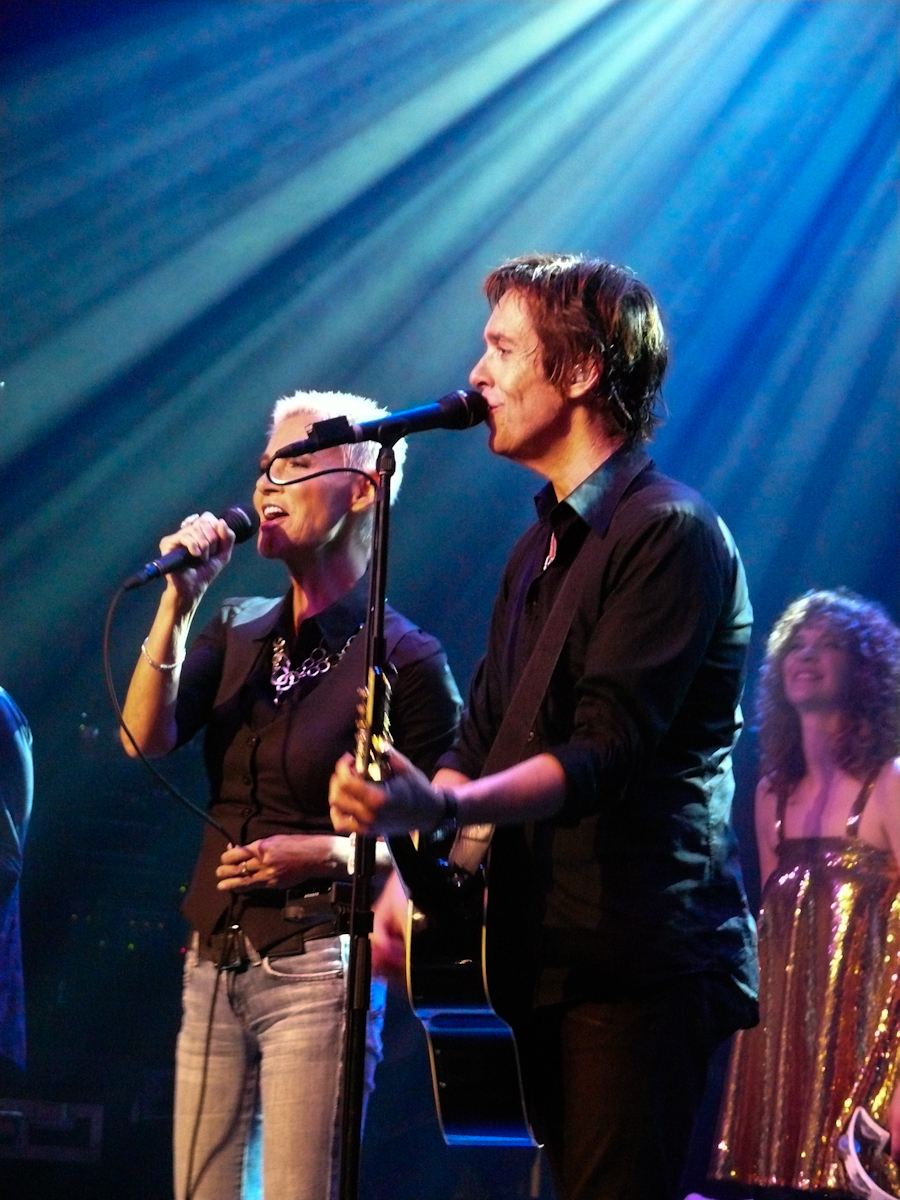
Roxette am 6. Mai 2009 in Amsterdam

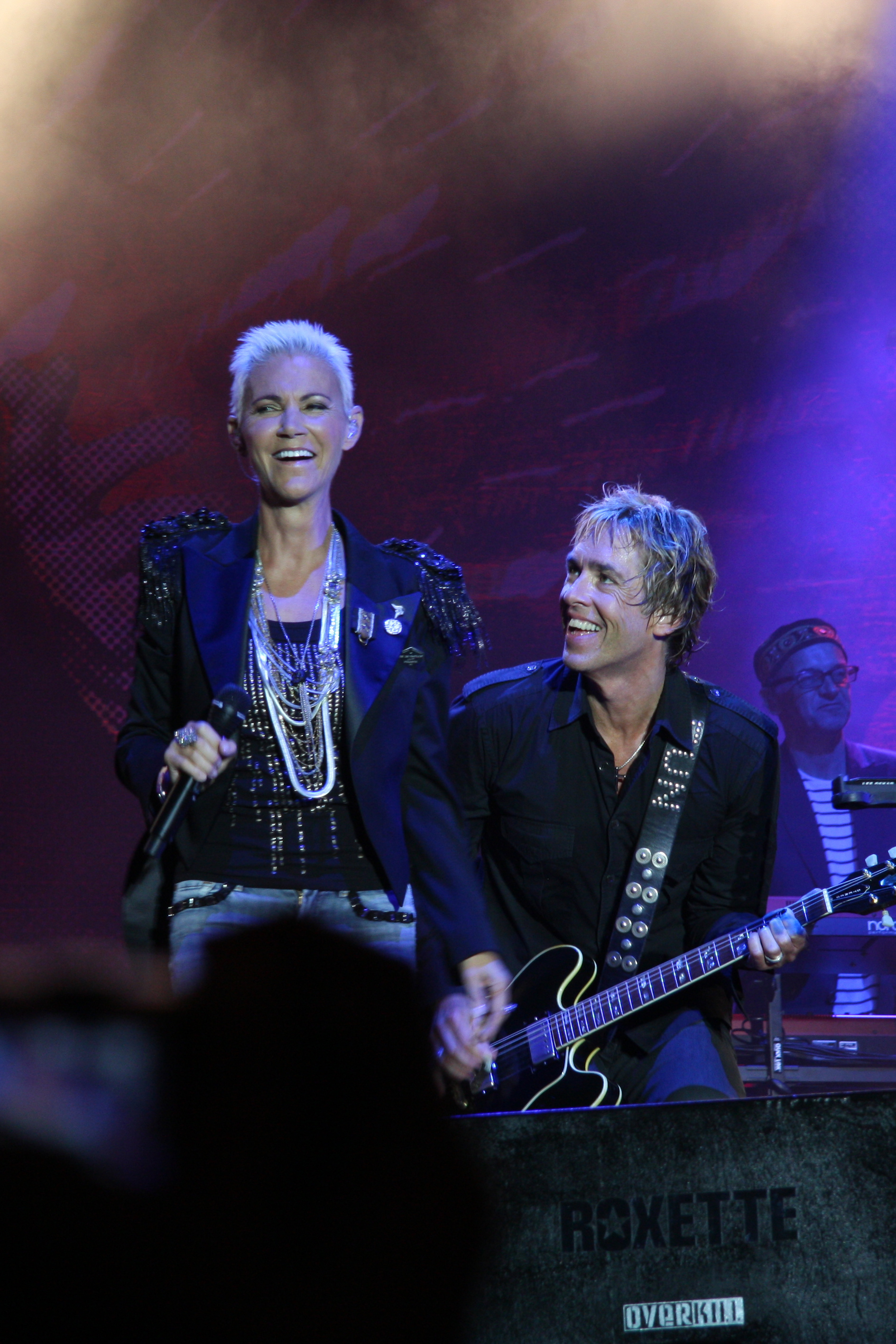
Roxette am 14. August 2010 während eines Konzerts in Halmstad

Im Mai 2009 gab die Band ihr Comeback im Rahmen der Night of the Proms bekannt; Tage zuvor war Marie Fredriksson jeweils für zwei Songs als Überraschungsgast auf Pers Party Crasher Tour in Amsterdam (6. Mai) und Stockholm (10. Mai 2009) aufgetreten. Ihren ersten offiziellen Auftritt danach hatte Roxette im Juli 2009 auf dem New Wave Festival in Lettland. Im Herbst 2009 absolvierte sie mit der Nokia Night of the Proms 42 Auftritte in Deutschland, Belgien und den Niederlanden vor insgesamt über 600.000 Zuschauern.
Am 2. Oktober 2009 wurden alle sieben Roxette Studioalben neu bearbeitet als Wiederveröffentlichungen auf den Markt gebracht. Sie enthalten jeweils bis zu drei Bonustracks.
Am 18. Juni 2010 trat Roxette bei einem Galakonzert am Vorabend der Hochzeit von Kronprinzessin Victoria von Schweden und Daniel Westling mit ihrem Lied The Look auf. Auch bei der Hochzeitsfeier am 19. Juni trat das Duo unter Ausschluss der Öffentlichkeit mit sechs Liedern auf. Im August und September 2010 folgten weitere sechs Konzerte in Schweden, Dänemark, Norwegen und Russland. Beim Konzert am 14. August 2010 auf dem Marknadtsplatsen in Halmstad gab Roxette vor etwa 20.500 Besuchern ein Konzert, bei dem auch die Popgruppe Gyllene Tider einen Überraschungsauftritt hatte.
Am 3. November 2010 wurden Konzertdaten für eine im Jahr 2011 geplante Welttournee veröffentlicht.
Am 31. Dezember 2010 trat Roxette zusammen mit anderen Künstlern in Warschau auf der Silvesterfeier am Plac Konstytucji auf.
Am 10. Januar 2011 wurde die Single She’s Got Nothing On (But the Radio) veröffentlicht, auf der B-Seite ist Wish I Could Fly in einer Live-Aufnahme aus St. Petersburg. Die Auskopplung erreichte Platz zehn in den deutschen Charts. Das Album Charm School erschien am 11. Februar 2011 und stieg direkt auf Platz eins der deutschen Charts ein. Bereits am 28. Februar 2011 startete im russischen Kasan Roxettes bisher längste Welttournee, die sie auf alle sechs Kontinente führte und am 19. September 2012 in Mexiko-Stadt endete.
Am 3. Juli 2011 bestätigte Gessle, während der Welttournee an einem weiteren neuen Studioalbum à la Tourism, mit dem passenden Arbeitstitel 2rism, zu arbeiten.
Am 31. Januar 2012 wurde auf der Bandhomepage bekannt gegeben, dass das neue Album Travelling heißen und am 23. März 2012 erscheinen werde. Die Vorab-Single It’s Possible hatte am 2. März Radiopremiere und erschien am 16. März auf CD.
Nach der Vorabsingle It Just Happens im April 2016 erschien am 3. Juni 2016 das zehnte Studioalbum Good Karma.

#### Tournee zum 30-jährigen Bandjubiläum
Das Lichtdesign auf ihrer Tournee zum 30-jährigen Bandjubiläum kreierte Patrick Woodroffe. Wegen der Nachwirkungen ihrer Krebserkrankung absolvierte Marie Fredriksson die Tournee im Sitzen. Nach ihrem Konzert in der Münchner Olympiahalle im Juli 2015 schrieb die Süddeutsche Zeitung: „Die Kritiker waren immer streng zu Roxette, aber dieser Tage gehen auch den Strengsten die Vergleiche aus: Wer kann sich noch messen mit Hits in dieser Taktzahl, mit so eingängigen Melodien von brillanter Akkuratesse? ... Wenn man von guter Popmusik spricht, dann hat Roxette die Messlatte gelegt.“

#### Ende der Livekonzerte 2016
Die Marie Fredriksson behandelnden Ärzte rieten ihr im April 2016 nachdrücklich, künftig nicht mehr auf Tour zu gehen. Daher musste Roxette alle bereits geplanten Konzerte absagen. Somit fand das letzte gemeinsame Livekonzert von Fredriksson und Gessle am 8. Februar 2016 in Kapstadt, Südafrika, statt. Die Sängerin starb 2019.
Neue Livekonzerte
Ab Februar 2025 gibt es Konzerte mit Lena Philipsson als Sängerin.

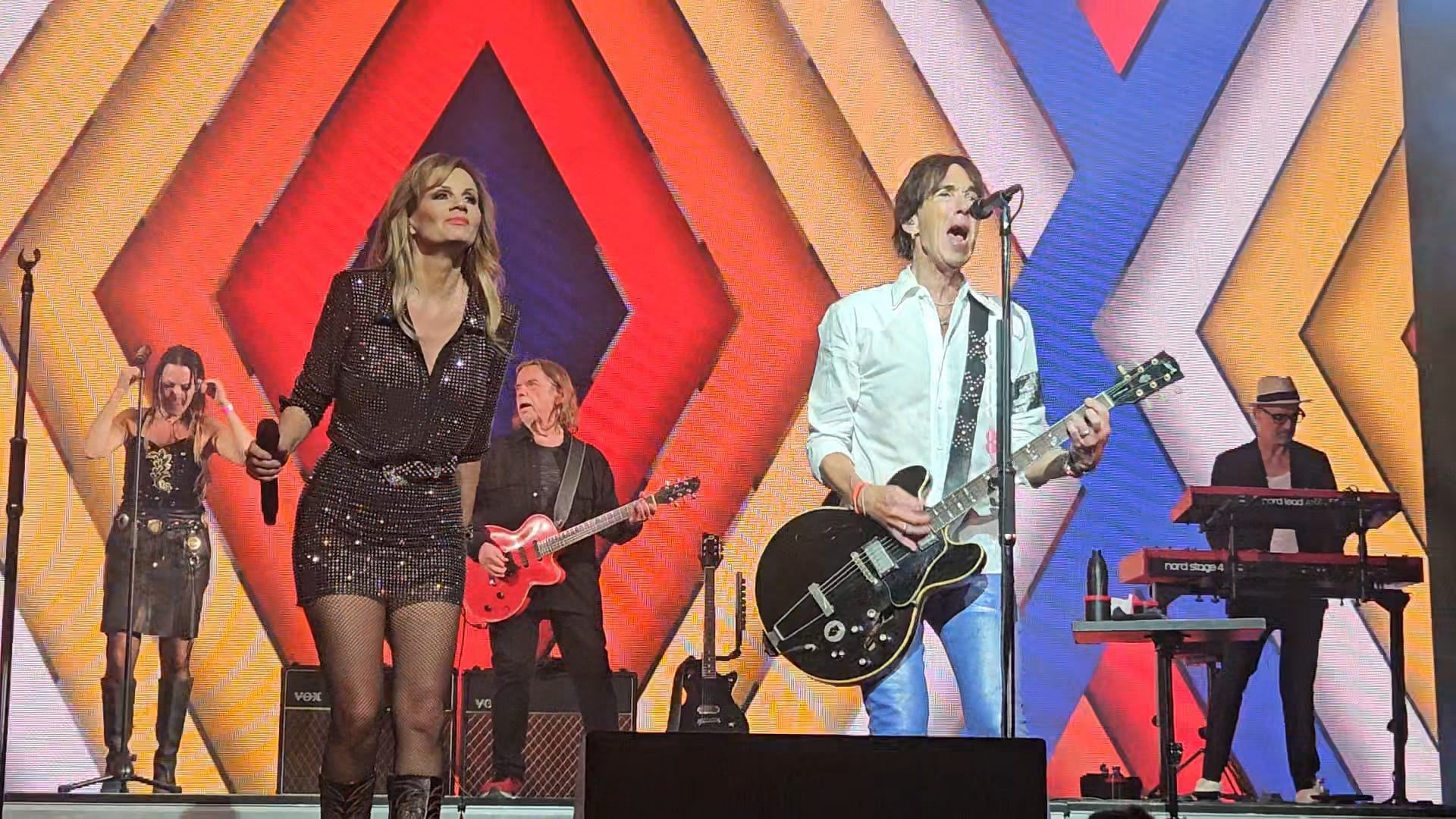
Roxette mit Lena Philipson beim Rock Zottegem, Belgien, 2025

## Diskografie
Studioalben

| Jahr | Titel Musiklabel                                  | Höchstplatzierung, Gesamtwochen, AuszeichnungChartplatzierungen (Jahr, Titel, Musiklabel, Platzierungen, Wochen, Auszeichnungen, Anmerkungen) | Höchstplatzierung, Gesamtwochen, AuszeichnungChartplatzierungen (Jahr, Titel, Musiklabel, Platzierungen, Wochen, Auszeichnungen, Anmerkungen) | Höchstplatzierung, Gesamtwochen, AuszeichnungChartplatzierungen (Jahr, Titel, Musiklabel, Platzierungen, Wochen, Auszeichnungen, Anmerkungen) | Höchstplatzierung, Gesamtwochen, AuszeichnungChartplatzierungen (Jahr, Titel, Musiklabel, Platzierungen, Wochen, Auszeichnungen, Anmerkungen) | Höchstplatzierung, Gesamtwochen, AuszeichnungChartplatzierungen (Jahr, Titel, Musiklabel, Platzierungen, Wochen, Auszeichnungen, Anmerkungen) | Höchstplatzierung, Gesamtwochen, AuszeichnungChartplatzierungen (Jahr, Titel, Musiklabel, Platzierungen, Wochen, Auszeichnungen, Anmerkungen) | Anmerkungen                                                  |
| Jahr | Titel Musiklabel                                  | DE | AT | CH | UK | US | SE | Anmerkungen                                                  |
| ---- | ------------------------------------------------- | --- | --- | --- | --- | --- | --- | ------------------------------------------------------------ |
| 1986 | Pearls of Passion EMI                             | — | — | — | — | — | SE2 (13 Wo.)SE | Erstveröffentlichung: 31. Oktober 1986 Verkäufe: + 800.000   |
| 1988 | Look Sharp! EMI                                   | DE7 ×2Doppelplatin · (97 Wo.)DE | AT3 ×2Doppelplatin · (56 Wo.)AT | CH2 ×4Vierfachplatin · (26 Wo.)CH | UK4 Platin · (53 Wo.)UK | US23 Platin · (71 Wo.)US | SE1 ×3Dreifachplatin · (21 Wo.)SE | Erstveröffentlichung: 19. Oktober 1988 Verkäufe: + 9.000.000 |
| 1991 | Joyride EMI                                       | DE1 ×7Siebenfachgold · (87 Wo.)DE | AT1 ×3Dreifachplatin · (29 Wo.)AT | CH1 ×4Vierfachplatin · (48 Wo.)CH | UK2 ×2Doppelplatin · (48 Wo.)UK | US12 Platin · (56 Wo.)US | SE1 Platin · (15 Wo.)SE | Erstveröffentlichung: 28. März 1991 Verkäufe: + 11.000.000   |
| 1992 | Tourism EMI                                       | DE1 ×3Dreifachgold · (36 Wo.)DE | AT2 Platin · (16 Wo.)AT | CH1 Platin · (24 Wo.)CH | UK2 Gold · (17 Wo.)UK | US117 (8 Wo.)US | SE1 Platin · (10 Wo.)SE | Erstveröffentlichung: 28. August 1992 Verkäufe: + 6.000.000  |
| 1994 | Crash! Boom! Bang! EMI                            | DE2 Platin · (41 Wo.)DE | AT3 Platin · (26 Wo.)AT | CH1 Platin · (27 Wo.)CH | UK3 Gold · (16 Wo.)UK | — | SE1 Platin · (26 Wo.)SE | Erstveröffentlichung: 8. April 1994 Verkäufe: + 5.000.000    |
| 1999 | Have a Nice Day EMI / Roxette Recordings          | DE2 Gold · (33 Wo.)DE | AT3 Gold · (12 Wo.)AT | CH2 Platin · (16 Wo.)CH | UK28 (3 Wo.)UK | — | SE1 Platin · (32 Wo.)SE | Erstveröffentlichung: 17. Februar 1999 Verkäufe: + 2.200.000 |
| 2001 | Room Service EMI / Roxette Recordings             | DE3 Gold · (35 Wo.)DE | AT4 (11 Wo.)AT | CH2 Gold · (17 Wo.)CH | — | — | SE1 Platin · (23 Wo.)SE | Erstveröffentlichung: 2. April 2001 Verkäufe: + 348.394      |
| 2011 | Charm School Capitol Records / Roxette Recordings | DE1 Gold · (25 Wo.)DE | AT2 (13 Wo.)AT | CH1 Gold · (28 Wo.)CH | — | — | SE2 Gold · (15 Wo.)SE | Erstveröffentlichung: 11. Februar 2011 Verkäufe: + 500.000   |
| 2012 | Travelling Capitol Records / Roxette Recordings   | DE7 (7 Wo.)DE | AT15 (4 Wo.)AT | CH12 (9 Wo.)CH | — | — | SE7 Gold · (11 Wo.)SE | Erstveröffentlichung: 23. März 2012 Verkäufe: + 20.000       |
| 2016 | Good Karma Capitol Records / Roxette Recordings   | DE11 (10 Wo.)DE | AT10 (5 Wo.)AT | CH2 (12 Wo.)CH | UK61 (1 Wo.)UK | — | SE2 (6 Wo.)SE | Erstveröffentlichung: 3. Juni 2016                           |